# Mayrhofen
Mayrhofen ist eine Marktgemeinde mit 3975 Einwohnern (Stand 1. Jänner 2024) im Zillertal und gehört zum Bezirk Schwaz in Tirol (Österreich). Die Gemeinde liegt im Gerichtsbezirk Zell am Ziller. Mayrhofen ist heute als Wintersportort für alpines Skifahren bekannt.

## Geografie
Mayrhofen liegt im hinteren Zillertal östlich des Ziller bzw. des Zemmbachs, am Ende des Tales, wo sich mehrere Seitentäler bzw. „Gründe“ vereinen: Zemmtal, Stilluptal, Zillergrund und das Tuxertal. Das Gemeindegebiet umfasst unter anderem den Ochsner (3107 m), Zsigmondyspitze (3089 m), Floitenturm (2805 m) und an der Grenze zu Italien den Großen Löffler (3379 m), alle in den Zillertaler Alpen gelegen. An der Gemeindegrenze steht die Berliner Hütte.

### Gemeindegliederung
Mayrhofen ist flächenmäßig die viertgrößte Gemeinde Tirols. Sie besteht aus den Ortsteilen Straß, Hollenzbrücke, Dorf-Haus, Edenlehen, Hochstegen, Rauchenwald, Kumbichl, Dornau, Laubichl, Durst, Hollenzen, Eckartau und Ginzling. Diese liegen zum Teil weit auseinander.
Ginzling hat ein für Tirol besonderes Ortsstatut: der Ortsteil rechts des Zemmbachs gehört zu Mayrhofen, der Ortsteil links davon (Dornauberg) zu Finkenberg. Ginzling hat einen eigenen Ortsausschuss mit einem Ortsvorsteher.

### Nachbargemeinden
| Schwendau  | Ramsau im Zillertal                         |           |
| Finkenberg | Kompassrose, die auf Nachbargemeinden zeigt | Brandberg |
|            | Ahrntal (Südtirol)                          |           |

### Klima
|                        | Jan  | Feb  | Mär  | Apr  | Mai  | Jun  | Jul  | Aug  | Sep  | Okt  | Nov  | Dez  |   |      |
| Mittl. Temperatur (°C) | −1,7 | −0,2 | 3,7  | 8,3  | 13,0 | 15,6 | 17,5 | 16,8 | 13,0 | 8,4  | 3,0  | −0,8 | ⌀ | 8,1  |
| Mittl. Tagesmax. (°C)  | 0,8  | 4,1  | 9,5  | 15,0 | 20,2 | 22,4 | 24,6 | 23,5 | 19,2 | 14,1 | 6,5  | 1,5  | ⌀ | 13,5 |
| Mittl. Tagesmin. (°C)  | −5,0 | −3,8 | −0,1 | 3,7  | 8,1  | 10,9 | 12,8 | 12,5 | 9,2  | 5,2  | 0,2  | −3,6 | ⌀ | 4,2  |
|                        |      |      |      |      |      |      |      |      |      |      |      |      |   |      |
| Niederschlag (mm)      | 53   | 50   | 67   | 76   | 98   | 134  | 163  | 148  | 93   | 78   | 75   | 63   | Σ | 1098 |
|                        |      |      |      |      |      |      |      |      |      |      |      |      |   |      |
| Luftfeuchtigkeit (%)   | 81,1 | 66,9 | 57,3 | 50,0 | 48,5 | 53,9 | 54,9 | 57,6 | 60,2 | 66,4 | 77,7 | 87,2 | ⌀ | 63,5 |

| −5,0 |

| −3,8 |

| −0,1 |

| 3,7 |

| 8,1 |

| 10,9 |

| 12,8 |

| 12,5 |

| 9,2 |

| 5,2 |

| 0,2 |

| −3,6 |

| −5,0 |

| −3,8 |

| −0,1 |

| 3,7 |

| 8,1 |

| 10,9 |

| 12,8 |

| 12,5 |

| 9,2 |

| 5,2 |

| 0,2 |

| −3,6 |

## Geschichte
Die ersten Siedler im Mayrhofener Raum sind vermutlich von Süden über die Joche gekommen. Sie prägten die vorgermanischen Namen wie Ziller, Stillupp, Tux, Zemm und Floite. Der Name Mayrhofen geht auf einen bischöflichen Meierhof zurück. Der Ort wurde um 1200 in einem Urbar des Erzstiftes Salzburg erstmals urkundlich genannt. Bis 1801 gehörte Mayrhofen zur Hauptmannschaft Pramberg, dem heutigen Brandberg, ab dann erscheint es als eigenständige Hauptmannschaft, aus der mit der Zeit die Gemeinde Mayrhofen entstand. 1816, nach dem Wiener Kongress, kam Mayrhofen wie der ganze übrige Teil des salzburgischen Zillertals zu Tirol. 1837 mussten 427 Zillertaler Protestanten (Zillertaler Inklinanten) ihre Heimat verlassen, darunter auch viele Mayrhofener Familien.
Der Tourismus entwickelte sich mit der 1879 eröffneten Berliner Hütte, der bald weitere Schutzhütten in den Zillertaler Alpen folgen sollten. Ein weiterer Impuls brachte die 1902 eröffnete Zillertalbahn. Die Tausend-Mark-Sperre sorgte für einen empfindlichen Rückgang der Nächtigungszahlen. Erich Kästner verbrachte 1945 drei Monate im Ort und erlebte dort das Kriegsende. Seine Erlebnisse in Mayrhofen hat er in seinem Buch Notabene 45 festgehalten.
Der Bau von Liften (1954 Penkenbahn, 1969 Ahornbahn) ließ Mayrhofen zu einem international bekannten Ferienort heranwachsen.
1969 wurde Mayrhofen zur Marktgemeinde erhoben. 1973 wurde der Gemeinde die „Ehrenfahne des Europarates“ in Straßburg verliehen. 1989 wurde sie vom Europarat mit der „Ehrenplakette“ ausgezeichnet. Für vorbildliche Umwelt- und Ortsbildpflege erhielt Mayrhofen 1980 vom österreichischen Gemeindebund eine wertvolle Auszeichnung. Als Gründungsmitglied des 1. Europäischen Partnerschaftsringes ist Mayrhofen mit den Städten Cabourg (Frankreich), Bad Mondorf (Luxemburg), Chur (Schweiz), Terracina (Italien) und Bad Homburg (Deutschland) freundschaftlich verbunden und es werden seit 1947 zum Erlernen der deutschen Sprache in Zusammenarbeit mit der Universität Innsbruck internationale Hochschulsprachkurse abgehalten.
In Mayrhofen finden regelmäßig verschiedene Fortbildungen für Anästhesisten statt, zum Beispiel das Repetitorium Anaesthesiologicum, daher wird der Ort als Synonym für diese Fortbildungsveranstaltung in diesen Fachkreisen benutzt.

### Bevölkerungsentwicklung
EinwohnerJahr10001500200025003000350040001860189019201950198020102040EinwohnerEinwohnerentwicklung von Mayrhofen

## Kultur und Sehenswürdigkeiten

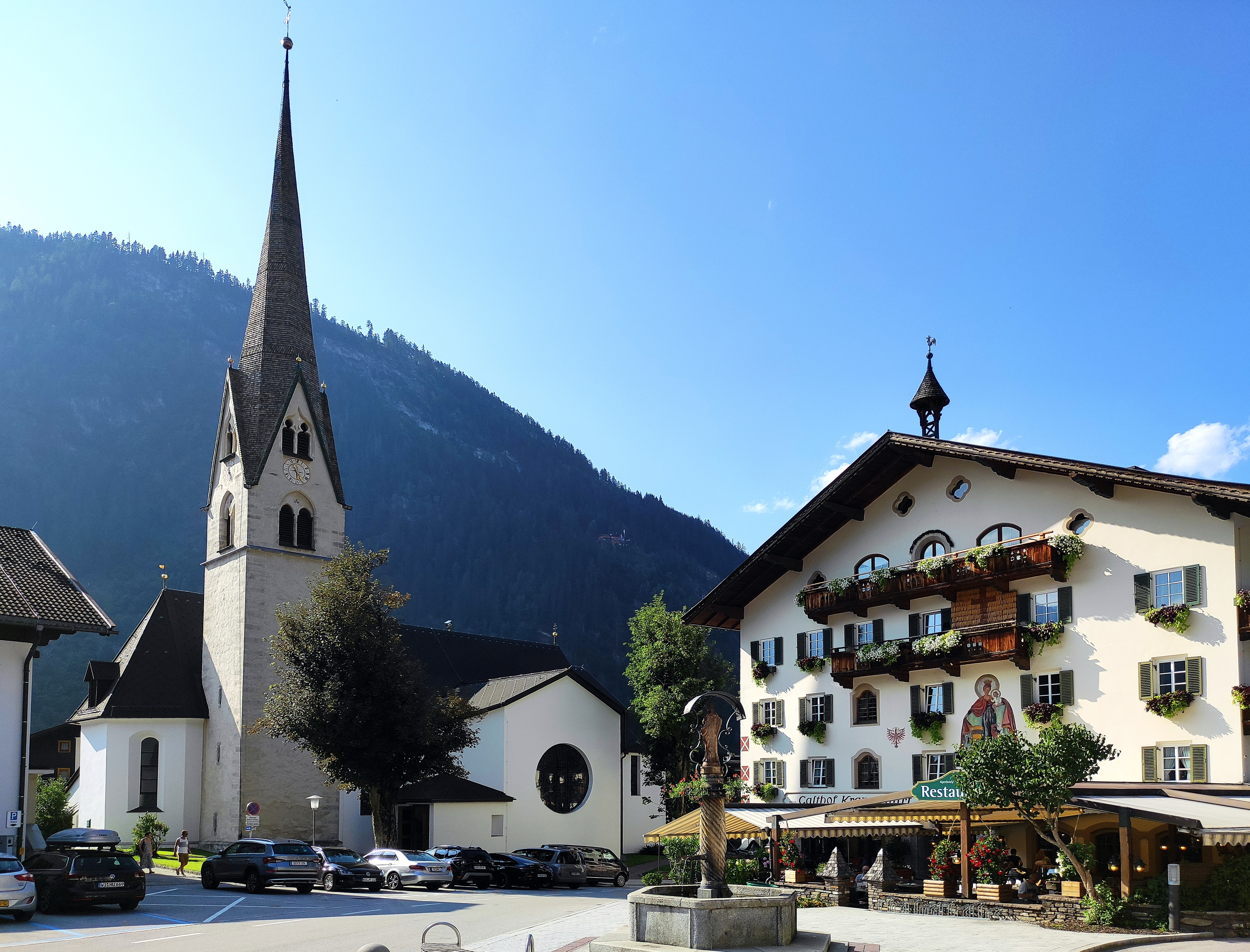
Pfarrkirche Mayrhofen

- Katholische Pfarrkirche Mayrhofen Unsere Liebe Frau
- Ahornbahn: Mit den 160-Personen-Kabinen die größte Pendelbahn Österreichs.
- Berliner Hütte
- Hausererschanze, die Hausschanze des ehemaligen Spitzenspringers Martin Höllwarth.

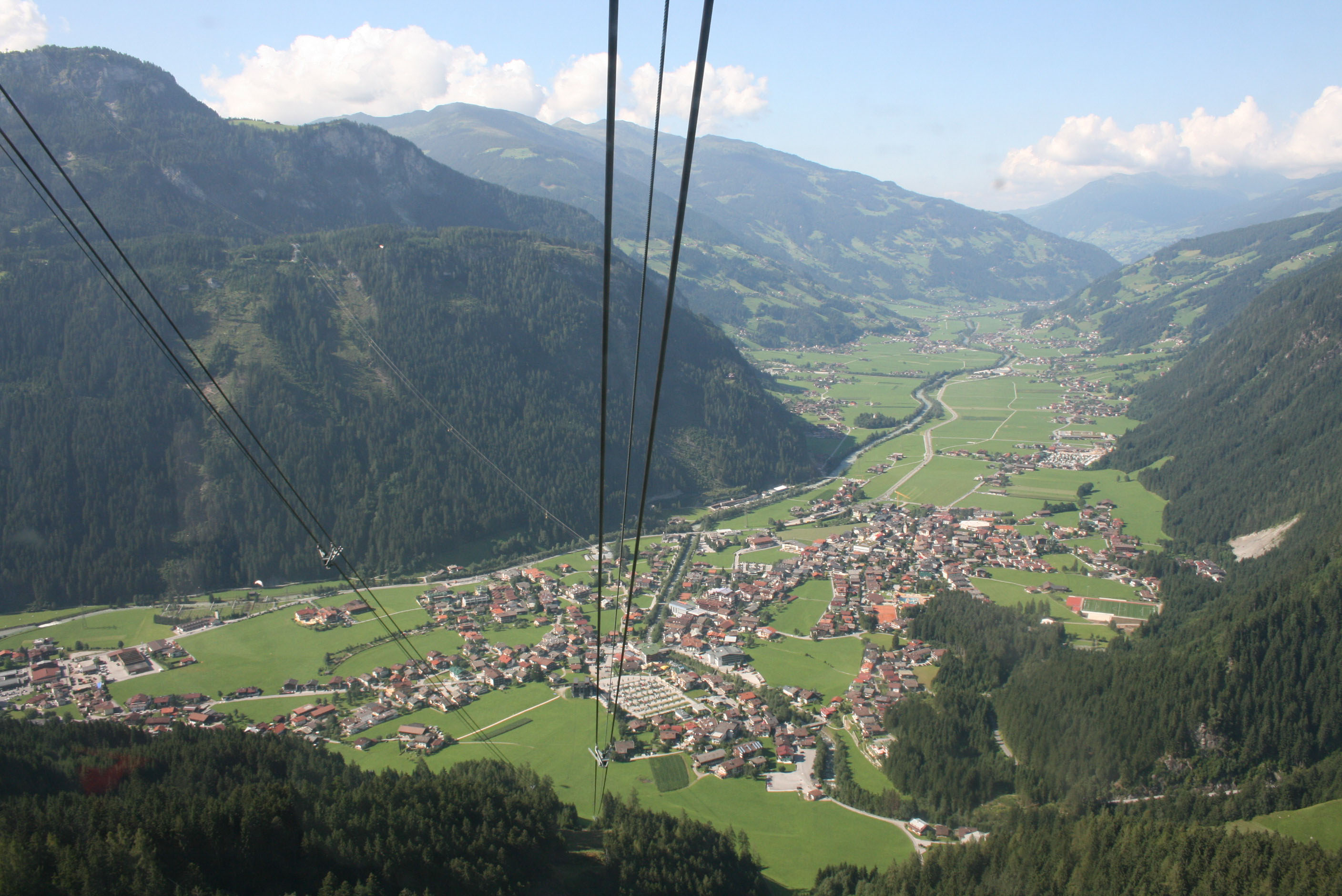
Mayrhofen aus der Ahornbahn (2009)
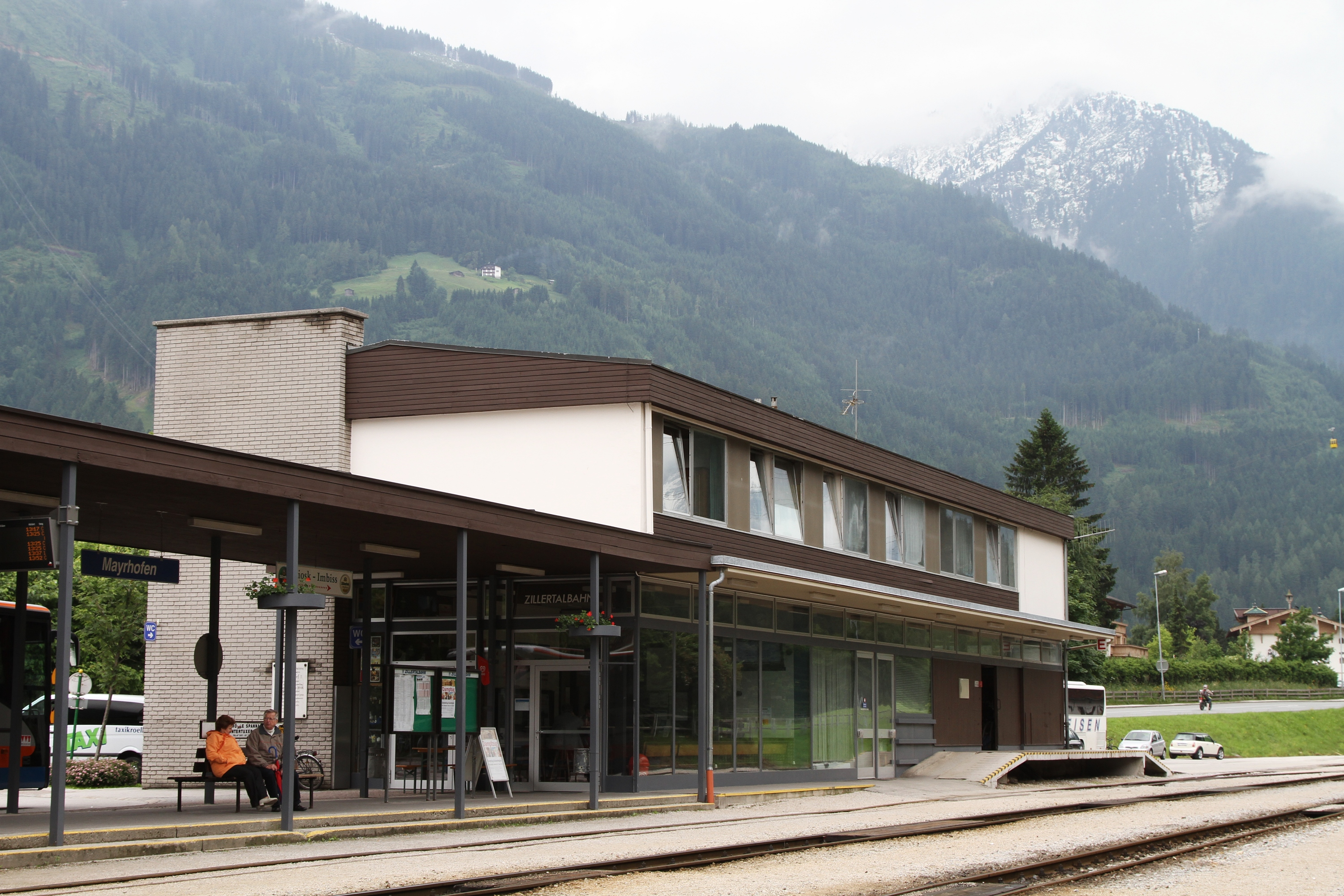
Bahnhof der Zillertalbahn
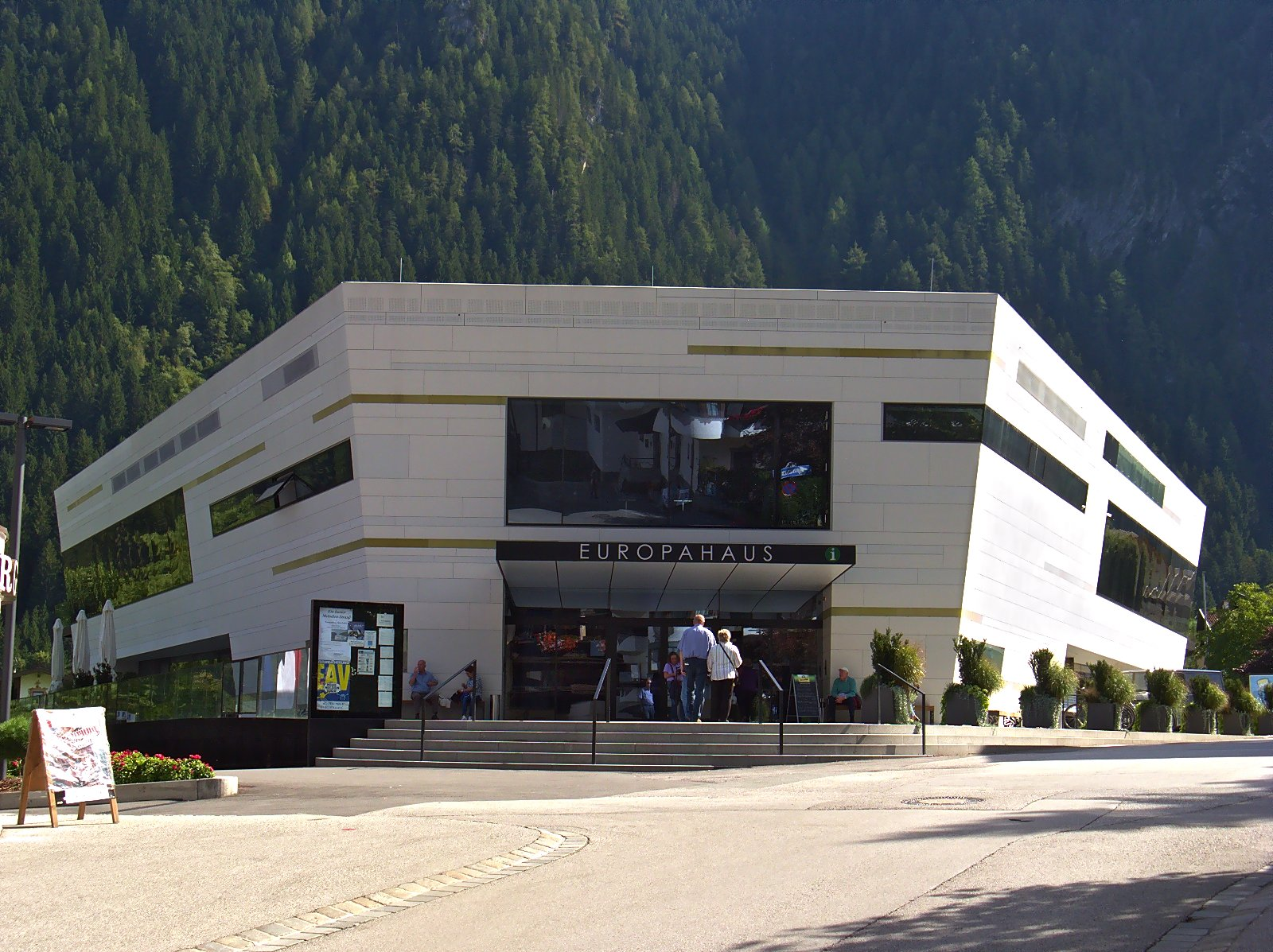
Europahaus

## Wirtschaft und Infrastruktur

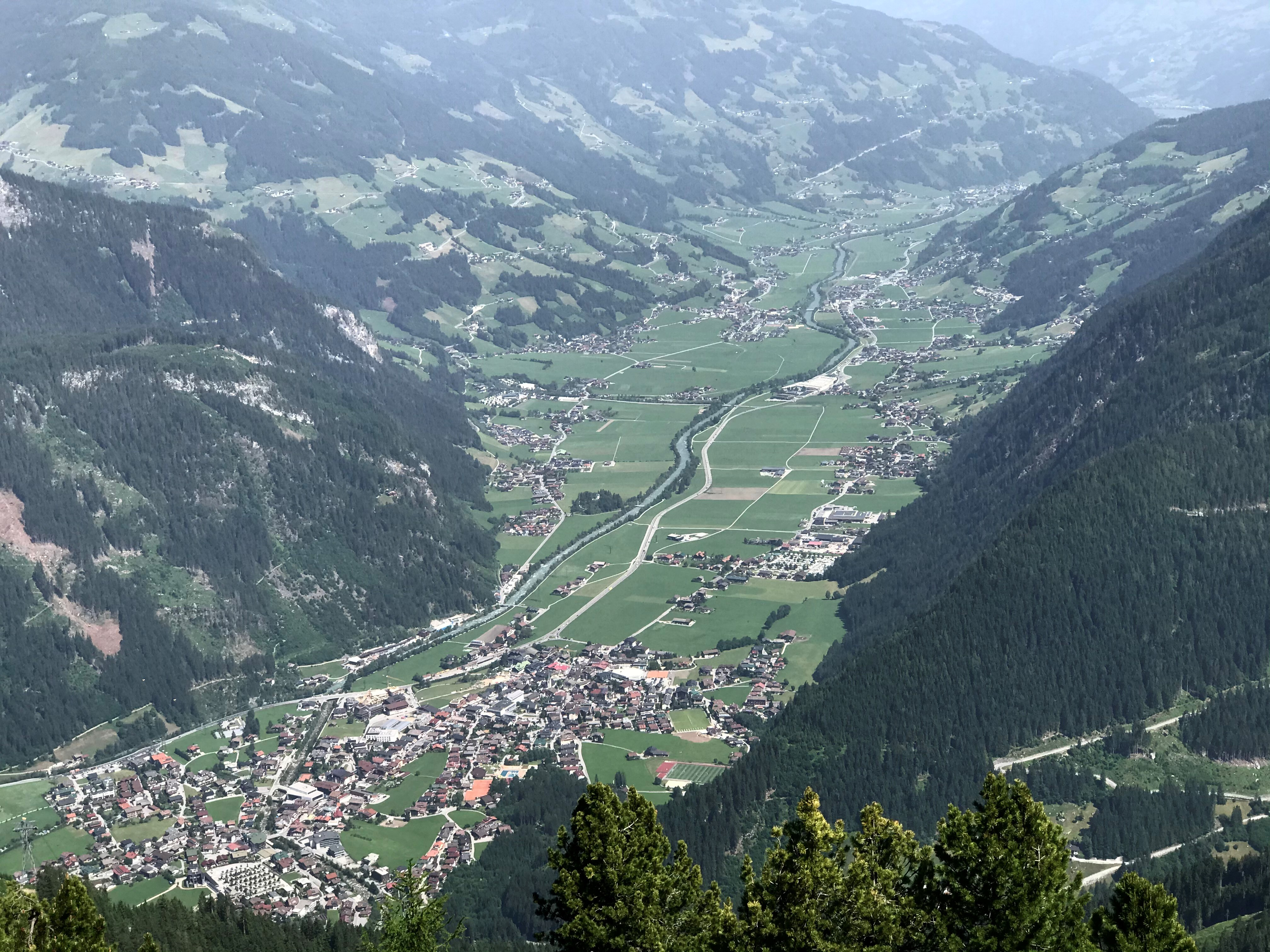
Mayrhofen und unteres Zillertal

### Tourismus
Der Winter-, Sommer- und Kongresstourismus (Europahaus) sorgt für etwa 1,3 Millionen Übernachtungen jährlich und macht Mayrhofen zum zweitstärksten Tourismusort in Tirol. In Mayrhofen befindet sich die Penkenbahn als Einstieg in das Wintersportgebiet Ski Zillertal 3000. Daran angeschlossen ist entsprechende Infrastruktur im Handels-, Gewerbe- und Dienstleistungsbereich.
Mayrhofen hat sich seit den 1960er Jahren zu einer lebhaften Wintersportregion entwickelt, die mit Kneipen, Bars und Après-Ski vor allem auf junge Erwachsene abzielt. Mayrhofen verfügt heute über 35 Hotels und zahlreiche Pensionen, Ferienwohnungen und Appartementhäuser sowie mehrere Restaurants und Gaststätten.

### Energiewirtschaft
Der Wochenspeicher Stillup und das Krafthaus in Mayrhofen belegen die Bedeutung des Ortes für die Energiewirtschaft.

### Verkehr
- Straße: Mayrhofen ist über die Zillertalstraße B 169 erreichbar, die bei Wiesing von der Inntalautobahn A12 abzweigt. Von Mayrhofen führen die Tuxer Straße L 6 über Finkenberg nach Hintertux und die Brandbergstraße L 330 durch den Brandbergtunnel nach Brandberg.
- Bahn: Der Ort ist Endstation der Zillertalbahn aus Jenbach.
- Bus: Vom Bahnhof Mayrhofen aus fahren mehrere Buslinien in die Seitentäler des Zillertales sowie nach Jenbach und weiter nach Innsbruck.

## Politik

### Gemeinderat

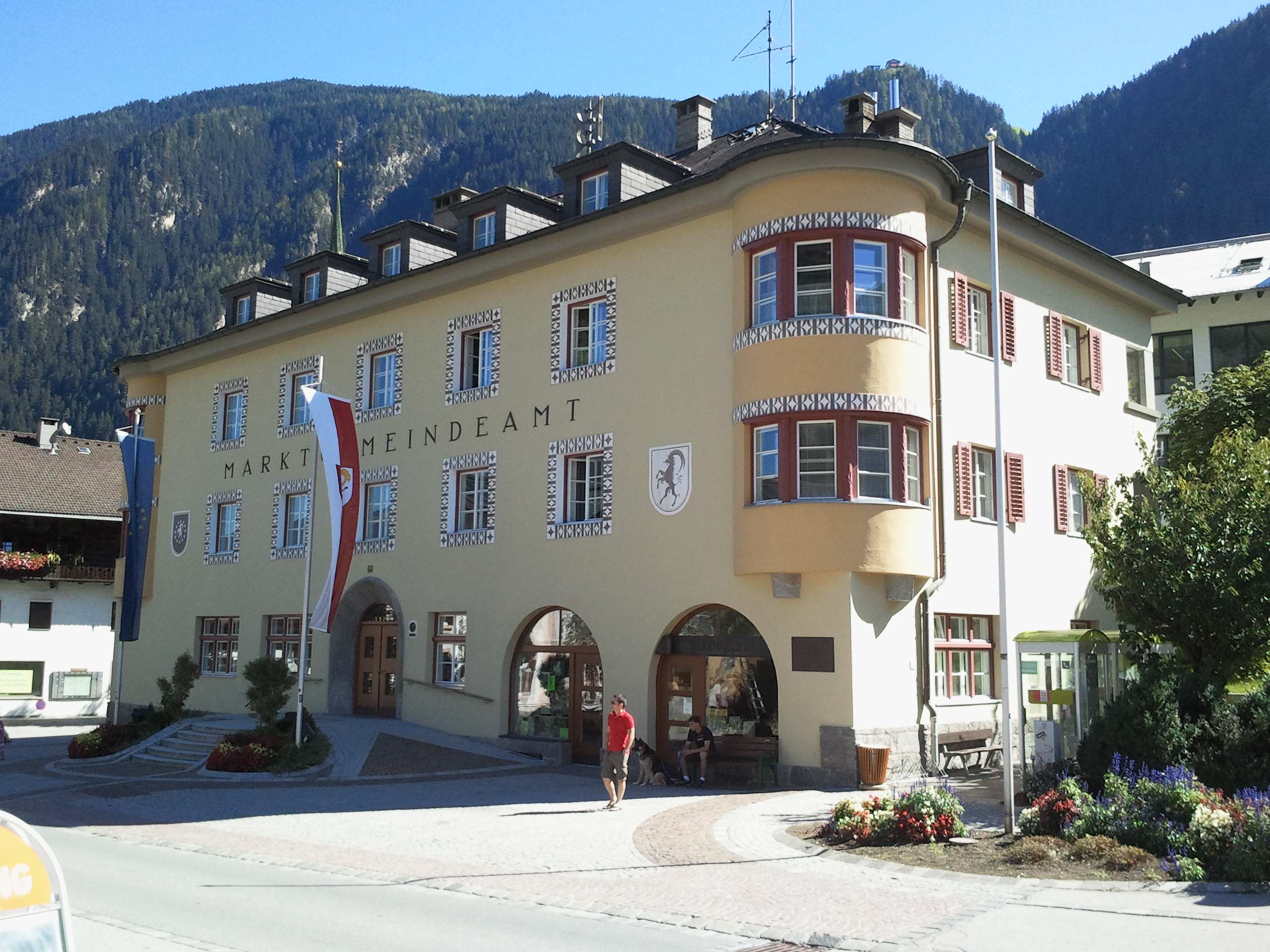
Marktgemeindeamt

Der Gemeinderat hat insgesamt 15 Mitglieder.
- Mit den Gemeinderats- und Bürgermeisterwahlen in Tirol 1998 hatte der Gemeinderat folgende Verteilung: 6 Mayrhofner Gemeinschaftsliste, 3 Ausweg, 3 Vereinigte Mayrhofner Bürgerliste, 2 Liste der Hollenzer, Eckartauer und Schweinberger, und 1 Die Freiheitlichen Mayrhofen / Ginzling.[5]
- Mit den Gemeinderats- und Bürgermeisterwahlen in Tirol 2004 hatte der Gemeinderat folgende Verteilung: 6 Mayrhofner Gemeinschaftsliste, 5 Vereinigte Bürgerliste Mayrhofen und 4 Liste Ausweg.[6]
- Mit den Gemeinderats- und Bürgermeisterwahlen in Tirol 2010 hatte der Gemeinderat folgende Verteilung: 7 Mayrhofner Gemeinschaftsliste, 6 Team Eberharter und 2 Liste Ausweg.[7]
- Mit den Gemeinderats- und Bürgermeisterwahlen in Tirol 2016 hat der Gemeinderat folgende Verteilung: 5 Team Eberharter, 4 Gemeinsam für Mayrhofen, 4 Für Mayrhofen und 2 Unser Mayrhofen.[8]
- Mit den Gemeinderats- und Bürgermeisterwahlen in Tirol 2022 hat der Gemeinderat folgende Verteilung: 7 Zukunft Mayrhofen Team Hans Jörg Moigg, 6 Für Mayrhofen mit Bürgermeisterin Monika Wechselberger, 2 UNSER MAYRHOFEN – Bürgermeisterkandidat Markus Bair.[9]

### Bürgermeister
- 1992–2016 Günter Fankhauser (Mayrhofner Gemeinschaftsliste)
- 2016–2022 Monika Wechselberger (Für Mayrhofen)
- seit 2022 Hans Jörg Moigg (Zukunft Mayrhofen)

### Partnerschaften
Partnergemeinden von Mayrhofen sind:
- Bad Homburg vor der Höhe (Deutschland)
- Bad Mondorf (Luxemburg)
- Bad Tölz (Deutschland)
- Cabourg (Frankreich), Region Normandie, seit 1956
- Chur (Schweiz)
- Terracina (Italien)

### Wappen
Das 1947 verliehene und 1969 zur Markterhebung bestätigte Gemeindewappen zeigt in einem von Weiß und Rot gespaltenen Schild einen aufrechten, rechts gewendeten schwarzen Steinbock mit goldenem Gehörn. Es erinnert an die bedeutende Steinwildkolonie in der Floite und in der Gunggl.

## Filme
- Zwischen 1990 und 1993 wurden alle vier Folgen der Serie Die Piefke-Saga von Felix Mitterer in Mayrhofen und Umgebung gedreht, in der Serie heißt der Ort aber „Lahnenberg“.

## Persönlichkeiten

### Söhne und Töchter der Gemeinde
- Hannes Apfolterer (* 1965), Klarinettist, Komponist und Militärkapellmeister
- Alfred Eberharter (* 1951), Musiker (Schürzenjäger) und Maler
- Johannes Geisler (1882–1952), Bischof der Diözese Brixen 1930–1952
- Rudolf Geisler-Moroder (1919–2001), Holzbildhauer
- Peter Habeler (* 1942), Extrembergsteiger
- Albin Moroder (1922–2007), Bildhauer
- Uli Spieß (* 1955), Skirennläufer
- Peter Steinlechner (* 1953), Bandleader der Schürzenjäger